# São Pedro de Gafanhoeira
São Pedro de Gafanhoeira is een plaats (freguesia) in de Portugese gemeente Arraiolos en telt 623 inwoners (2001).